# Фогель, Кристина
Кристина Фогель (нем. Kristina Vogel; род. 10 ноября 1990, Ленинское, Аламединский район) — немецкая профессиональная трековая велогонщица, двукратная олимпийская чемпионка, одиннадцатикратная чемпионка мира.

## Карьера
Кристина Фогель родилась в селе "Ленинское" под Фрунзе (ныне Бишкек). Её семья переехала в Германию, когда девочке было шесть месяцев. В 2007 и 2008 годах спортсменка участвовала в Чемпионате мира среди юниоров и стала шестикратной чемпионкой мира среди юниоров и двукратной чемпионкой Европы среди юниоров.
В апреле 2009 года Фогель получила серьёзную травму после столкновения с микроавтобусом во время тренировки на шоссе около своего дома в Эрфурте. В течение двух дней она была в искусственной коме, но смогла полностью восстановиться и вернуться в спорт.
Первые серьёзные успехи пришли к Кристине на Чемпионате мира 2012 года в австралийском Мельбурне, где она завоевала золотую медаль в командном спринте в паре с Мириам Вельте с мировым рекордом 32,549 и бронзовую медаль в кейрине. На Олимпийских играх в Лондоне, проходивших спустя несколько месяцев, Кристина вместе со своей подругой стали олимпийскими чемпионками.
В 2013 году на Чемпионате мира в Минске Фогель и её напарнице снова нет равных в командном спринте. В индивидуальном спринте Кристина выиграла серебряную медаль, уступив только Ребекке Джеймс из Великобритании.
Чемпионат мира в Кали (2014 год) стал самым успешным мировым первенством для немки: она выиграла три золотые медали (в спринте, кейрине и командном спринте). А спустя год защитила свой чемпионский статус в спринте на Чемпионате мира в Ивелин.
Седьмую золотую медаль Чемпионата мира спортсменка завоевала в Лондоне, добавив к ней две бронзы — в спринте и командном спринте. На Олимпийских играх 2016 года в Рио-де-Жанейро немка стала олимпийской чемпионкой в спринте, а также показала третий результат в командном спринте в паре с бессменной напарницей Мириам Вельте.
После падения на тренировке 26 июня 2018 года Фогель получила тяжёлую травму позвоночника, и теперь её нижняя часть тела парализована.

## Личная жизнь
Долгое время Кристина встречается с Михаэлем Зайденбехером (Michael Seidenbecher).